# Villa Clara
Villa Clara is een van de vijftien provincies van Cuba, gelegen aan de noordkust van het eiland Cuba. De hoofdstad is Santa Clara.
De provincie bestrijkt een oppervlakte van 8.400 km² en heeft 790.000 inwoners (2015).

## Gemeenten
De provincie bestaat uit dertien gemeenten:
- Caibarién
- Camajuani
- Cifuentes
- Corralillo
- Encrucijada
- Manicaragua
- Placetas
- Quemado de Güines
- Ranchuelo
- Remedios
- Sagua La Grande
- Santa Clara
- Santo Domingo

## Geboren
- Miguel Díaz-Canel (Placetas, 1960), president van Cuba (2018-heden)

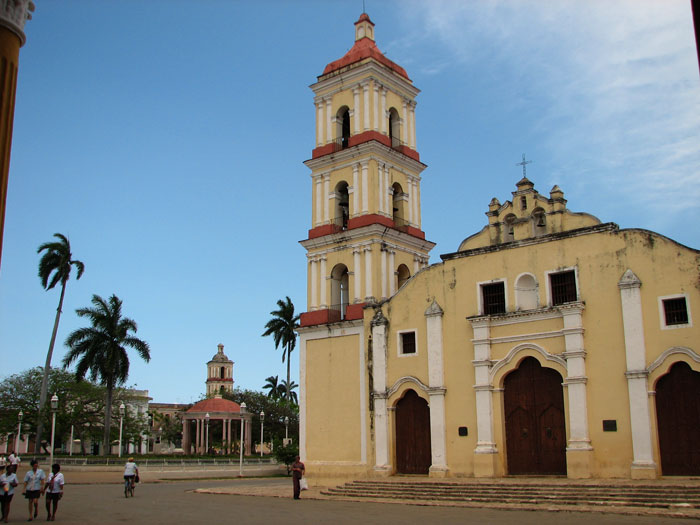
Iglesia Mayor in Remedios

Artemisa · Camagüey · Ciego de Ávila · Cienfuegos · Guantánamo · Granma · Havana · Holguín · Las Tunas · Matanzas · Mayabeque · Pinar del Río · Sancti Spíritus · Santiago de Cuba · Villa Clara